# Offener Vokal
Mit offenen Vokalen sind diejenigen Vokale gemeint, bei denen der Mund relativ weit geöffnet ist; keine anderen Vokale werden mit größerer Mundöffnung gesprochen. Dabei ist der Winkel der beiden Kiefer groß, die Zunge nimmt eine tiefe Stellung ein.
Als „offen“ werden die „a“-Laute bezeichnet, während die „i“- „ü“- und „u“-Laute zu den geschlossenen Vokalen zählen. Der Begriff offener Vokal entspricht dem Begriff tiefer Vokal und weiter Vokal. Zwischen den „offenen“ und den „geschlossenen“ liegen die mittleren Vokale, die entsprechend mit einer mittleren Mundöffnung gesprochen werden.

## Deutsche Beispiele für offene Vokale
Offene Vokale sind:
- [a] (kurz) in „Bann, Kamm, Lamm“
- [aː] (lang) in „Bahn, kam, lahm“ und der
- Reduktionsvokal[1] [ɐ] (kurz) in „Banner ['banɐ], Kammer ['kamɐ], Lämmer ['lɛmɐ]“

Der Reduktionsvokal wird allerdings nicht immer zu den offenen Vokalen gezählt; Hakkarainen stellt ihn zu den mittleren Vokalen.